# Distretto di Shashi
Il distretto di Shashi (沙市区S, Shāshì QūP) è un distretto della Cina, situato nella provincia di Hubei e amministrato dalla prefettura di Jingzhou.